# Arkwright

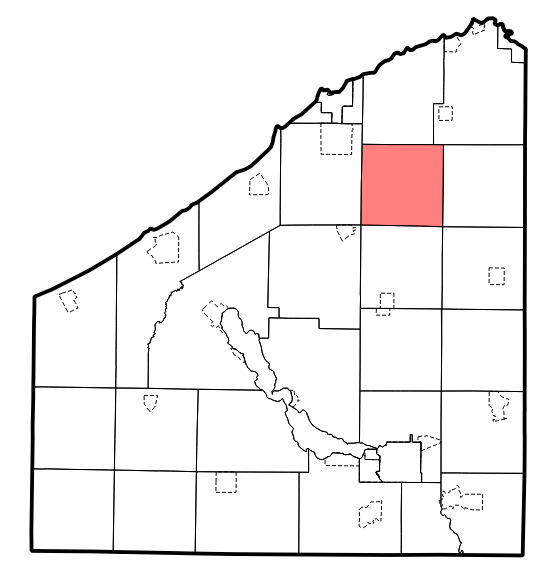
Mapa hrabstwa Chautauqua z zaznaczeniem miasta Arkwright

Arkwright – miasto w Stanach Zjednoczonych, w stanie Nowy Jork, w hrabstwie Chautauqua.